# Stanleya viridiflora
Stanleya viridiflora är en korsblommig växtart som beskrevs av Thomas Nuttall. Stanleya viridiflora ingår i släktet Stanleya och familjen korsblommiga växter. Inga underarter finns listade i Catalogue of Life.

## Bildgalleri

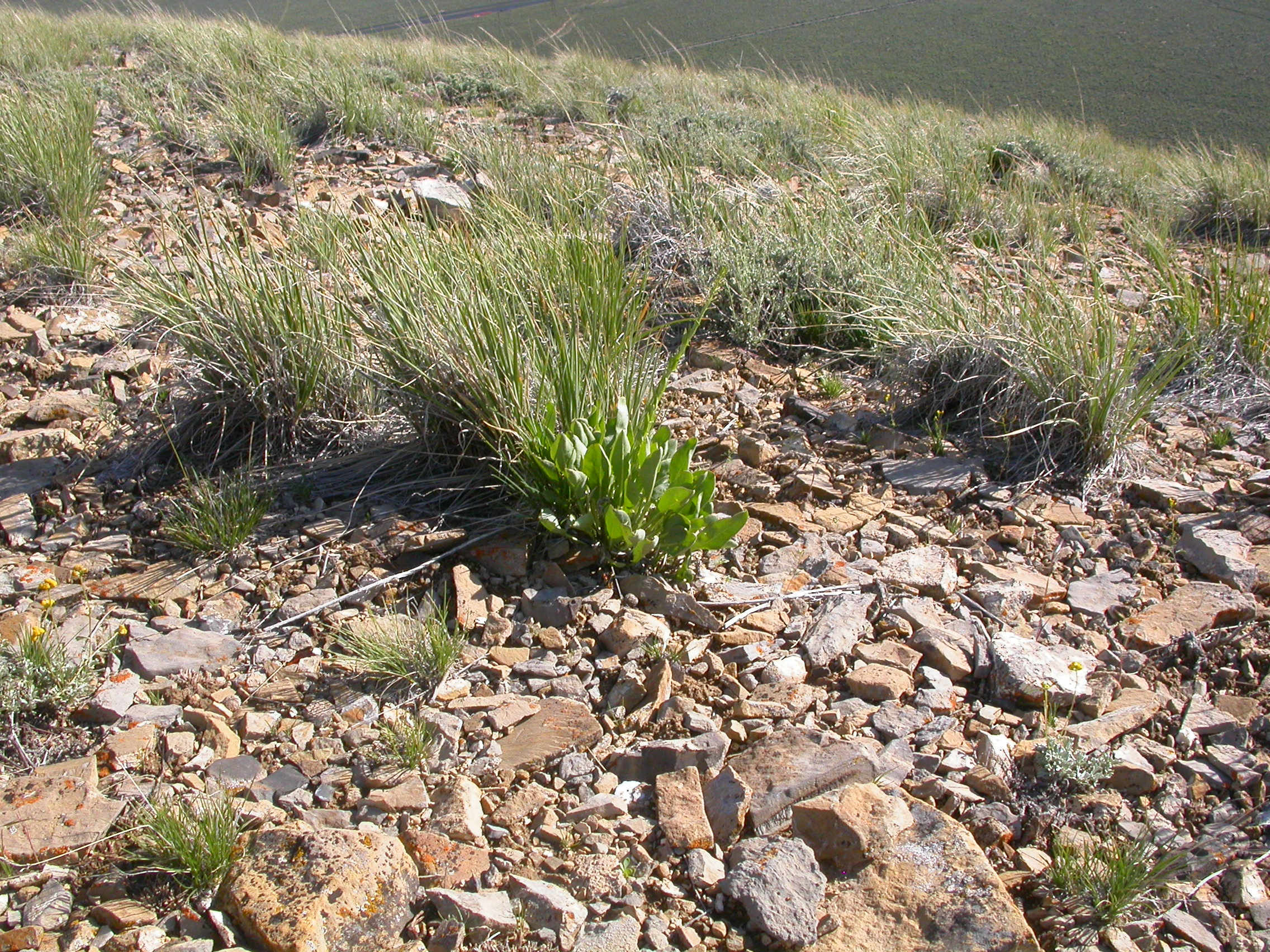
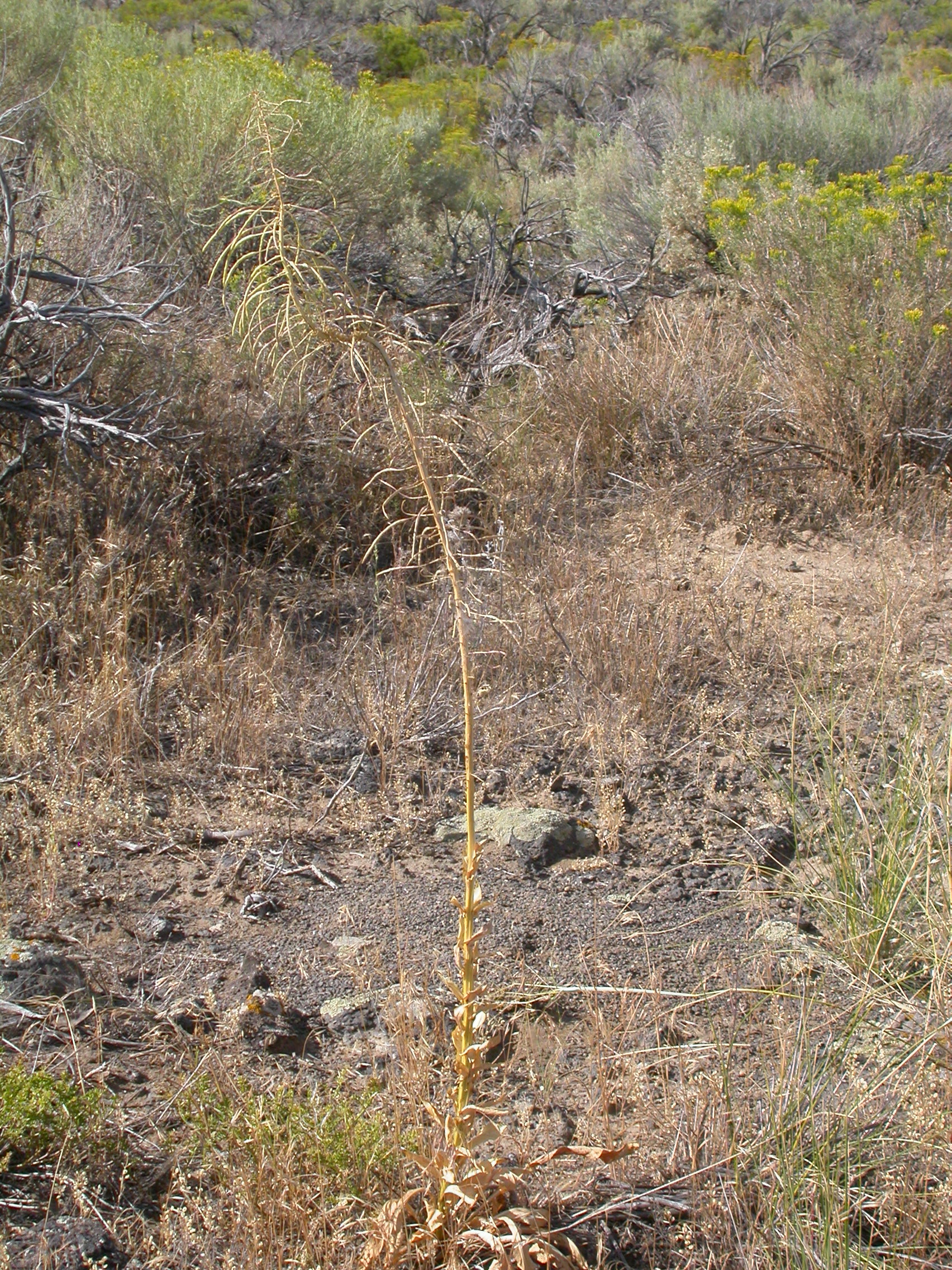
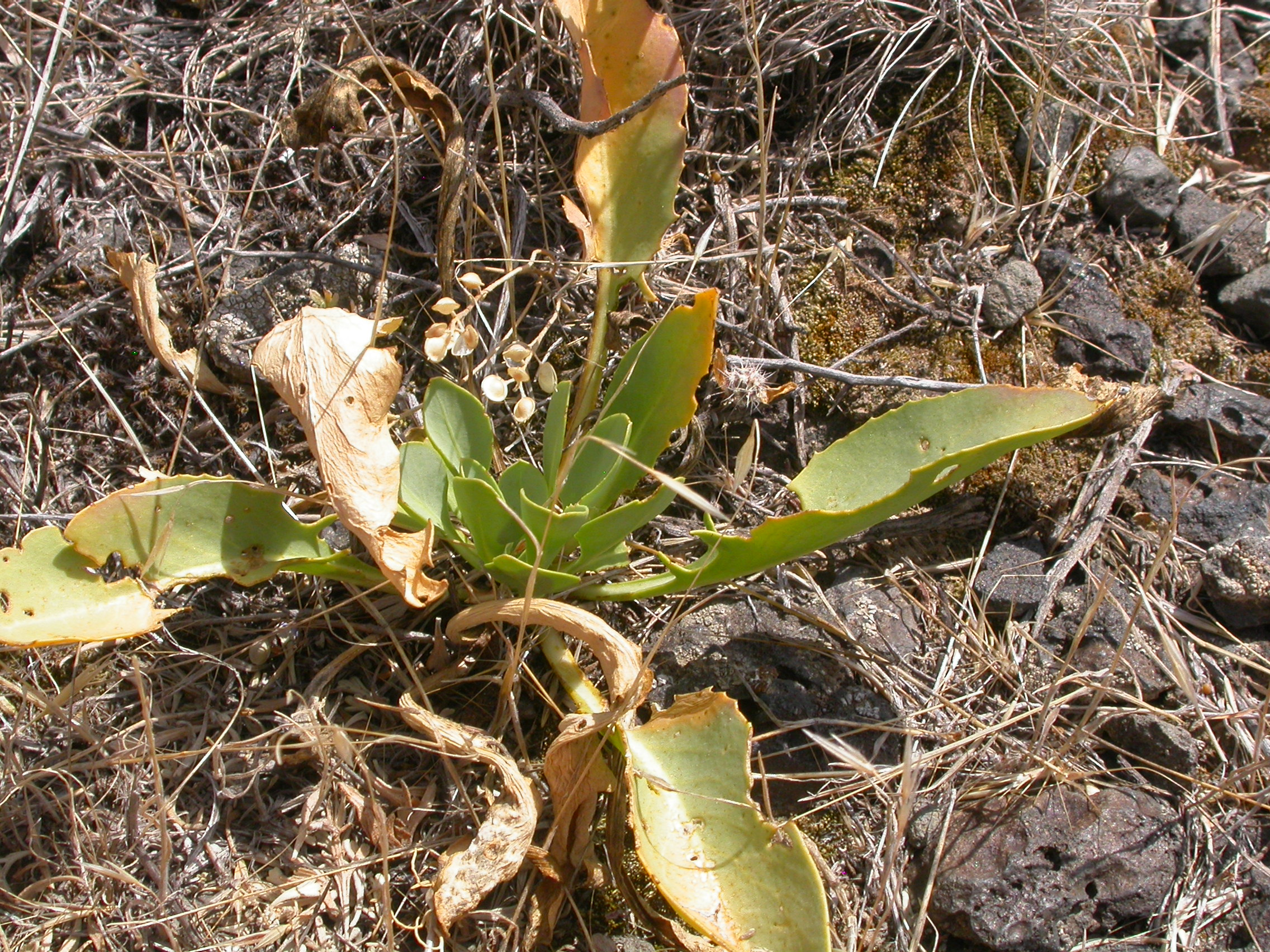
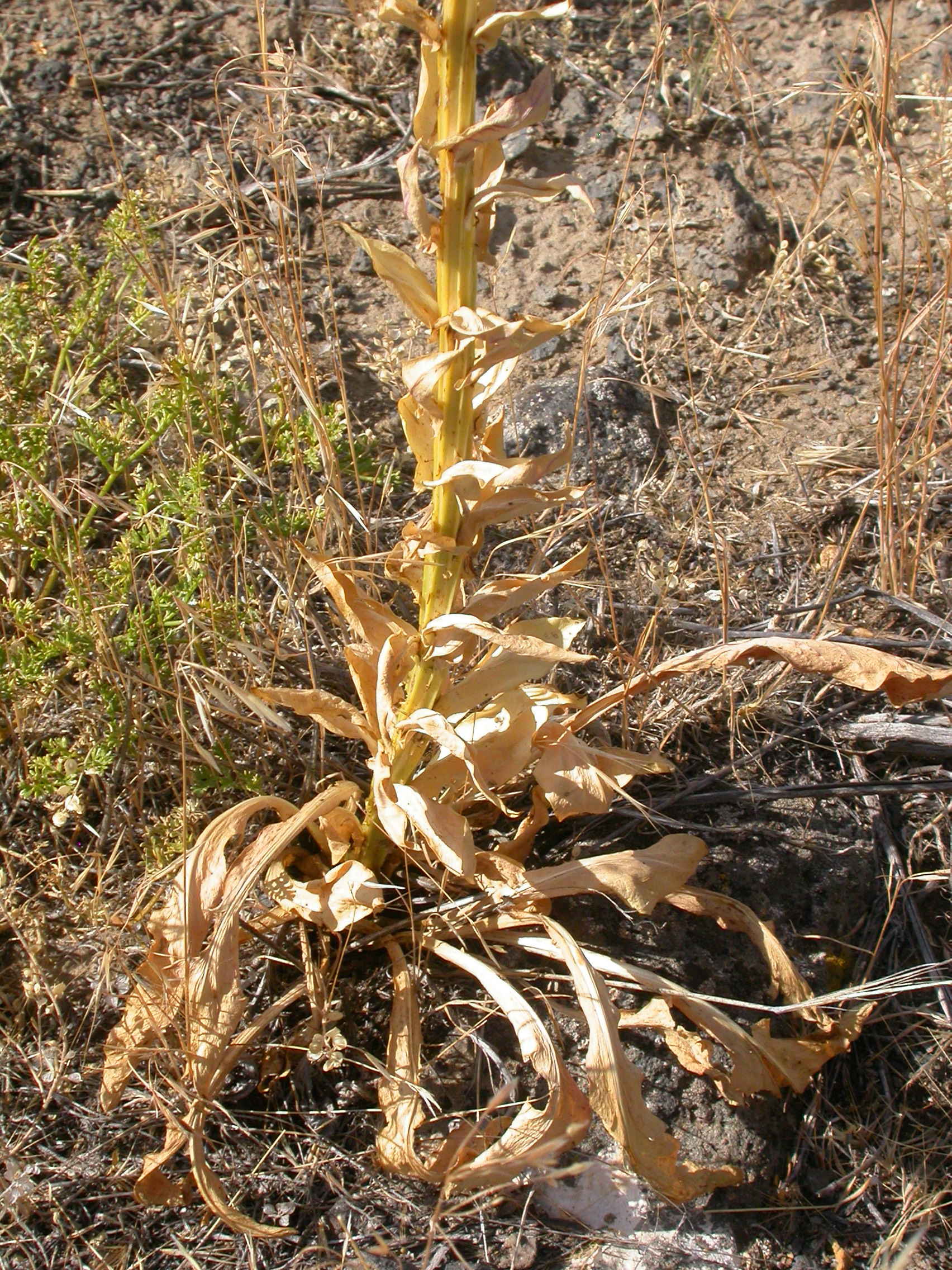
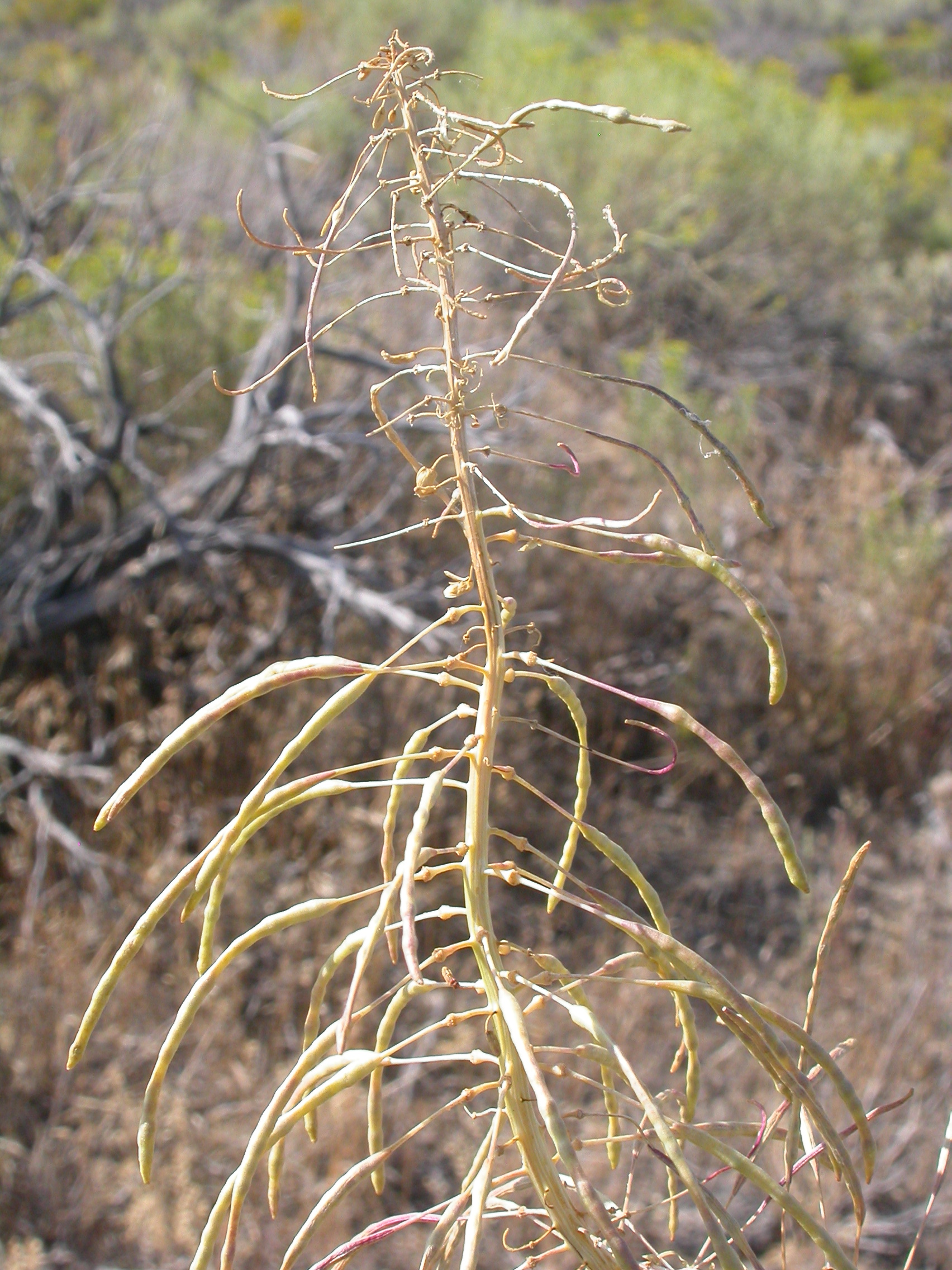
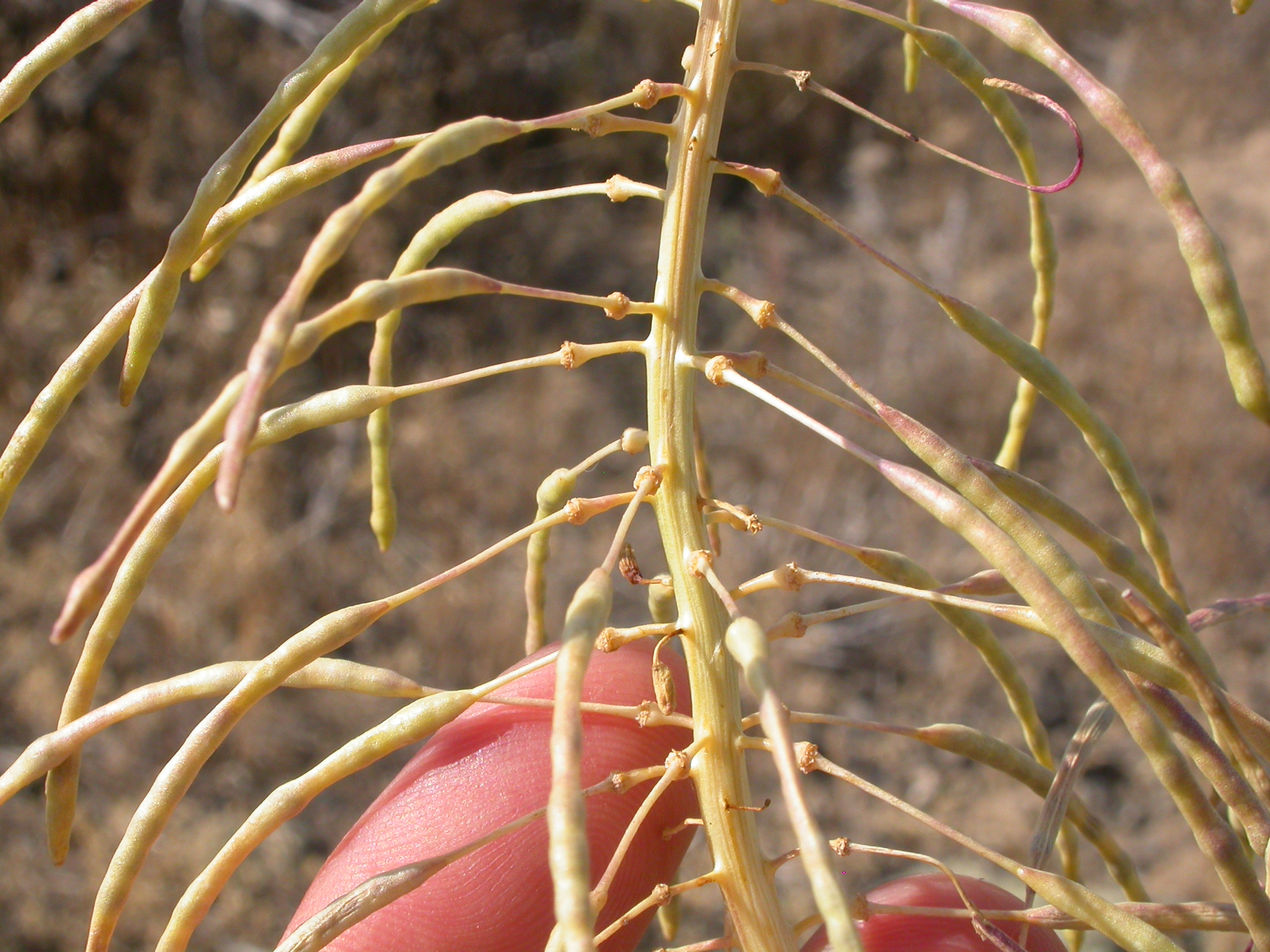